# Griechischer Fuchsschwanz
Der Griechische Fuchsschwanz (Amaranthus graecizans), auch Wilder Fuchsschwanz genannt,  ist eine Pflanzenart aus der Gattung Amarant (Amaranthus) innerhalb der Familie der Fuchsschwanzgewächse (Amaranthaceae).

## Beschreibung vonAmaranthus graecizanssubsp.silvestris

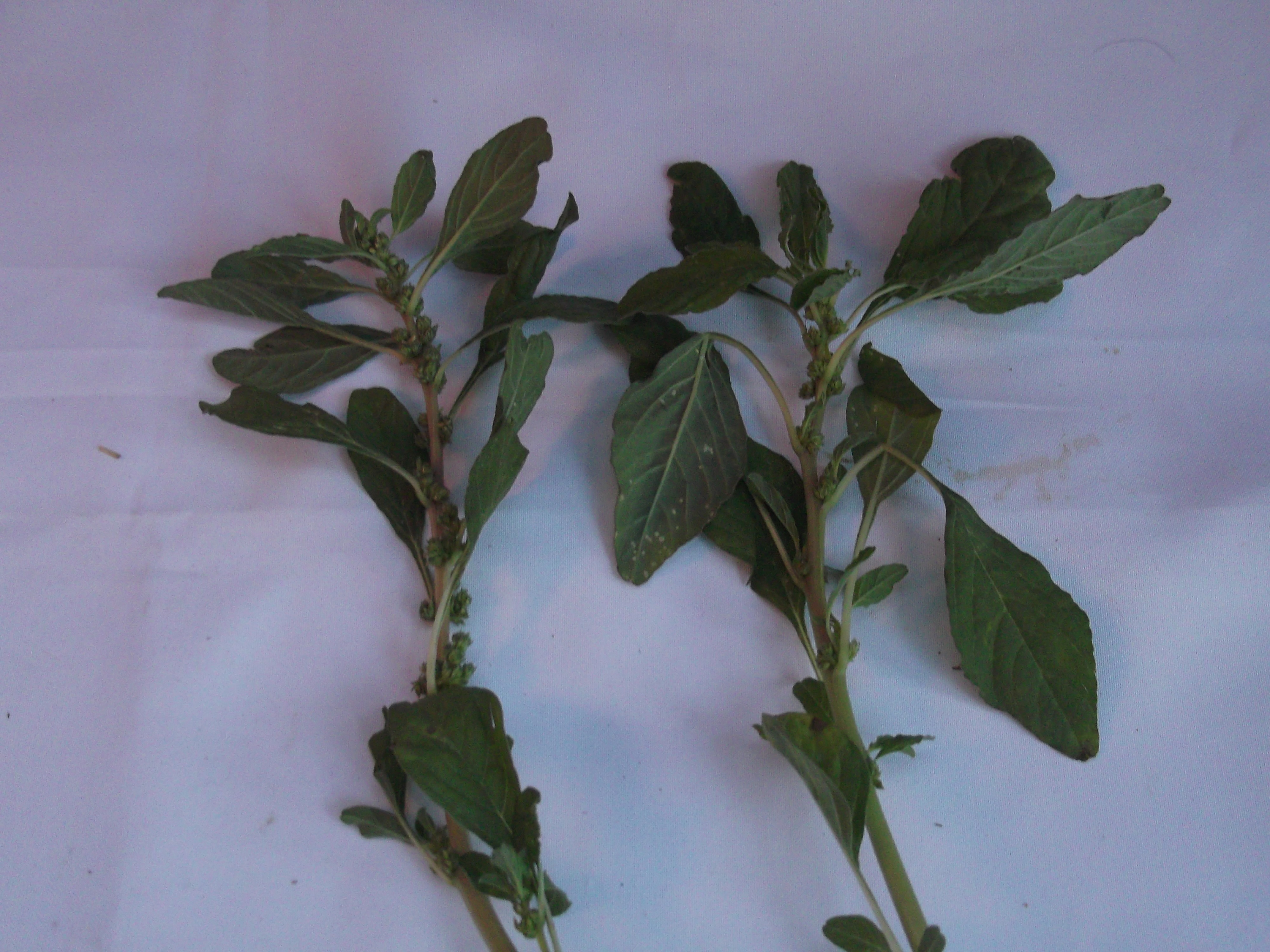
Stängel und gestielte Laubblätter

### Vegetative Merkmale
Der Griechische Fuchsschwanz ist eine einjährige krautige Pflanze, die Wuchshöhen von 20 bis 80 Zentimeter erreicht. Der aufrechte bis aufsteigende, verzweigte Stängel ist grün und kahl.
Die wechselständig angeordneten Laubblätter sind in Blattstiel und Blattspreite gegliedert. Die Blattspreiten sind bis zu 4 Zentimeter lang, schmutzig grün oder rötlich kurz, begrannt, am Rande etwas wellig, spitz und ohne Ausrandung.

### Generative Merkmale
Die Blütezeit reicht von Juni bis Oktober. Die Blüten stehen alle in blattachselständigen in Knäueln. Die Blüten sind dreizählig. Die Blütenhüllblätter sind so lang wie die weichen, kurz stachelspitzigen Vorblätter und kürzer als die Frucht. Die Frucht ist 1,5 bis 2 Millimeter lang. Die Fruchthülle reißt quer auf.
Die Chromosomenzahl beträgt meist 2n = 32.

## Vorkommen
Das natürliche Verbreitungsgebiet des Griechischen Fuchsschwanzes erstreckt sich vom Mittelmeerraum bis Zentralasien und bis ins tropische Afrika. In Australien ist er ein Neophyt. In Europa kommt er von Natur aus oder eingeschleppt in fast allen Ländern vor und fehlt nur in Irland, Island, den Niederlanden, in Norwegen, Litauen, Lettland oder Belarus. Am Rande seines Areales in Europa kommt er in Deutschland nur im Oberrheingebiet vor und gilt dort als eingebürgerter Neophyt.
Der Griechische Fuchsschwanz gedeiht in Mitteleuropa am besten auf lockeren Sand- oder Lehmböden, die reich an Nährstoffen, besonders an Nitraten sein sollten und die zumindest in der Tiefe nicht allzu trocken, sondern eher feucht sind. Auch in Gegenden mit sommerwarmem Klima tritt er sehr selten und unbeständig auf. Die ökologischen Zeigerwerte nach Landolt et al. 2010 sind in der Schweiz: Feuchtezahl F = 1+ (trocken), Lichtzahl L = 4 (hell), Reaktionszahl R = 3 (schwach sauer bis neutral), Temperaturzahl T = 5 (sehr warm-kollin), Nährstoffzahl N = 4 (nährstoffreich), Kontinentalitätszahl K = 3 (subozeanisch bis subkontinental).
Der Griechische Fuchsschwanz besiedelt keine Rohböden, sondern er wächst vorzugsweise in Unkrautgesellschaften, auf Hackfruchtkulturen, in Gärten und in Weinbergen, seltener kommt er auf Äckern vor. Er ist in Mitteleuropa eine Charakterart der Klasse Chenopodietea und kommt besonders in Pflanzengesellschaften der Verbände Sisymbrion oder Fumario-Euphorbion vor.

## Systematik
Die Erstveröffentlichung von Amaranthus graecizans erfolgte 1753 durch Carl von Linné. Ein Homonym ist Amaranthus graecizans Cutanda.
Es gibt die Unterarten:
- Amaranthus graecizans subsp. aschersonianus (Thell.) Costea, D.M.Brenner & Tardif (Syn.: Amaranthus angustifolius subsp. aschersonianus Thell.). Das Epitheton ehrt den deutschen Botaniker Paul Ascherson.
- Amaranthus graecizans L. subsp. graecizans (Syn.: Amaranthus angustifolius Lam., Amaranthus angustifolius M.Bieb. ex Willd., Amaranthus blitum var. graecizans (L.) Moq.)[7]: Sie kommt in Afrika, in West- und Zentralasien, auf der Arabischen Halbinsel, im Kaukasusraum und in Europa vor.[8]
- Amaranthus graecizans subsp. silvestris (Vill.) Brenan (Syn.: Amaranthus silvestris Vill., Amaranthus angustifolius Lam., Amaranthus graecizans var. silvestris (Vill.) Asch. & Schweinf.):[7] Sie ist ursprünglich in Europa, Nordafrika, in Westasien im Kaukasusraum, Zentralasien, Indien und Pakistan[9] weitverbreitet. Sie ist in Madagaskar ein Neophyt.[8] Nur diese Unterart kommt in Deutschland vor.[1]
- Amaranthus graecizans subsp. thellungianus (Nevski) Gusev (Syn.: Amaranthus angustifolius var. polygonoides Thell., Amaranthus blitum var. polygonoides Moq., Amaranthus polygonoides L., Amaranthus roxburghianus H.W.Kung, Amaranthus thellungianus Nevski ex Vassilcz., Amaranthus thunbergii var. grandifolius Suess.):[7] Sie kommt im Iran, Tadschikistan, Turkmenistan, Usbekistan, in Afghanistan, Pakistan,[9] Indien und Sri Lanka vor. Sie ist in Afrika ein Neophyt.[8] Das Epitheton ehrt den Schweizer Botaniker Albert Thellung.